# Rumpler G.I
Rumpler G.I là một loại máy bay ném bom được sản xuất ở Đức trong Chiến tranh thế giới I cùng với các phiên bản khác là G.II và G.III.

## Biến thể
- 4A15
- 5A15 - G.I
- 5A16 - G.II
- 6G2 - G.III

## Tính năng kỹ chiến thuật (G.III)
Dữ liệu lấy từ Kroschel & Stützer 1994, p.140
Đặc điểm tổng quát
- Kíp lái: 3
- Chiều dài: 12.00 m (39 ft 4 in)
- Sải cánh: 19.30 m (63 ft 4 in)
- Chiều cao: 4.50 m (19 ft 2 in)
- Diện tích cánh: 73.0 m2 (785 ft2)
- Trọng lượng rỗng: 2.365 kg (5.203 lb)
- Trọng lượng có tải: 3.620 kg (7.964 lb)
- Powerplant: 2 × Mercedes D.IV, 190 kW (260 hp) mỗi chiêc

Hiệu suất bay
- Vận tốc cực đại: 165 km/h (103 mph)
- Tầm bay: 700 km (440 dặm)
- Trần bay: 5.000 m (16.000 ft)

Vũ khí trang bị
- 2 × súng máy Parabellum MG14 7,92 mm (.312 in)
- 250 kg (550 lb) bom